# Kalkilja
Kalkilja (arab. قلقيلية Qalqīlyaḧ; hebr. קַלְקִילִיָה; pol. Wysoka Forteca) – palestyńskie miasto położone w muhafazie Kalkilja, w Autonomii Palestyńskiej.
Leży w zachodniej części Samarii, w otoczeniu miasta Habla, wioski An-Nabi Iljas, oraz żydowskiego miasteczka Alfe Menasze i żydowskiego osiedla Cufim. Miasto jest otoczone ze wszystkich stron przez mur bezpieczeństwa oddzielający Izrael od Autonomii Palestyńskiej. Po stronie izraelskiej znajdują się miasta Kefar Sawa i Tira, miasteczka Dżaldżulja i Kochaw Ja’ir, moszawy Sede Chemed i Newe Jamin, oraz kibuce Nir Elijjahu i Ejal.

## Etymologia nazwy
Obecna nazwa miasta wywodzi się od arabskiego słowa Qala’alia, oznaczającego „wysoką fortecę”.

## Historia
Tutejsze okolice były zamieszkane już w czasach prehistorycznych – na obszarze dzisiejszego miasta znaleziono krzemienne narzędzia paleolityczne. W czasach biblijnych starożytne izraelskie miasto Kaballah znajdowało się w miejscu sąsiedniego miasta Habla. W czasach panowania Rzymu w miejscy zwanym Cala-c'Aliya istniała stacja pocztowa i stajnie dla koni kurierskich. Podczas licznych wojen, które przetaczały się przez te ziemie, przez rejon Kalkilji wielokrotnie przechodziły różne armie. Pod panowaniem arabskim miasto było zamieszkane przez ludność arabską.

### Historia najnowsza
W 1909 mieszkańcy powołali do życia lokalną radę, która w 1945 przekształciła się w radę miejską. Podczas I wojny światowej w mieście osiedliło się kilka rodzin żydowskich usuniętych z Tel Awiwu przez władze tureckie. Pod koniec 1917 na teren Palestyny wkroczyły wojska brytyjskie, a następnie w 1922 utworzono Mandat Palestyny.
29 listopada 1947 Zgromadzenie Ogólne Organizacji Narodów Zjednoczonych przyjęło Rezolucję nr 181 o podziale Palestyny na dwa państwa: żydowskie i arabskie. Miasto Kalkilja miało znaleźć się w państwie arabskim, jednak podczas wojny izraelsko-arabskiej w 1948 zostało zajęte przez Jordańczyków. W ramach podpisanego 4 kwietnia 1949 zawieszenia broni izraelsko-jordańskiego, Kalkilja znalazła się pod kontrolą Jordanii.
W 1948 w Kalkilji znalazły schronienie tysiące uchodźców palestyńskich, którzy zamienili jedną z dzielnic miasta w istniejący do dzisiaj nieformalny obóz uchodźców. Nazywający samych siebie ludem z Kefar Sawa uchodźcy otrzymują międzynarodową pomoc humanitarną za pośrednictwem organizacji UNRWA. Jednakże obóz uchodźców w Kalkilji nigdy nie został ustanowiony formalnie, bowiem lokalni politycy zabiegali w misji UNRWA o to, by programem pomocowym objęta została cała ludność, tak miejscowa, jak i napływowa.
Podczas wojny sześciodniowej w 1967 Kalkilję zajęły wojska izraelskie. Dowództwo izraelskie podjęło wówczas decyzję o wysiedleniu mieszkańców i całkowitym zniszczeniu miasta. W dniach 19 czerwca-18 lipca 1967 co najmniej 850 spośród 2000 budynków mieszkalnych zostało zburzonych. Dopiero po interwencji grupy izraelskich intelektualistów i naukowców, którzy zaapelowali do rządu o powstrzymanie zniszczeń, decyzja armii została cofnięta.
Gdy w 1987 wybuchła intifada w mieście działały liczne arabskie organizacje niepodległościowe. Izraelskie siły bezpieczeństwa wielokrotnie wkraczały do Kalkilji, aresztując poszukiwanych bojowników i przejmując magazyny broni. Przy tej okazji dochodziło do licznych starć izraelsko-palestyńskich.

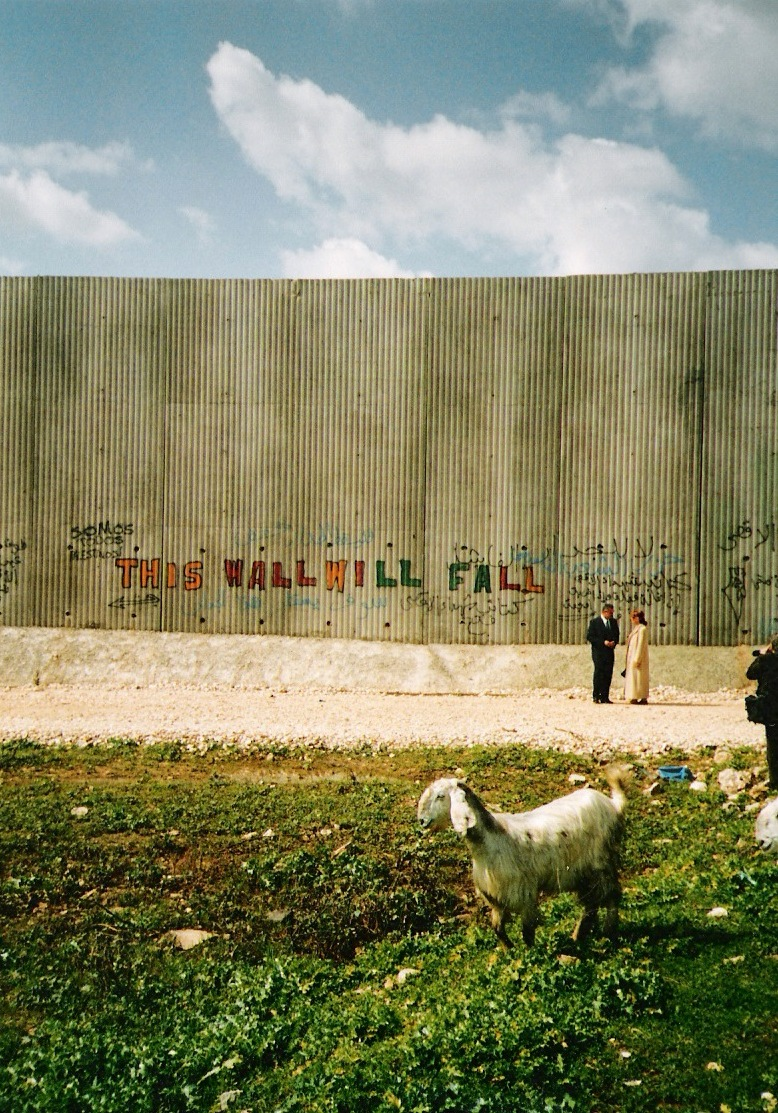
Mur bezpieczeństwa z Kalkilji

Po zawarciu w 1993 porozumień z Oslo tereny te znalazły się w Autonomii Palestyńskiej w obszarze o statusie „A” (są to tereny pozostające pod kontrolą palestyńską).
Kalkilja była miejscem pierwszej wymiany ognia podczas intifady Al-Aksa, kiedy to 29 września 2000 palestyński policjant, pełniąc wspólną służbę patrolową z policjantem izraelskim, zastrzelił swego partnera.
W 2002 Izraelczycy rozpoczęli na zachodzie budowę muru bezpieczeństwa, który otoczył Kalilję od północy, zachodu i wschodu. Zachodni odcinek stanowi mur o wysokości 8 metrów z systemem wież obserwacyjnych. Północny i południowy odcinek jest barierą bezpieczeństwa, który obejmuje drogi patrolowe i rowy. Mur odciął mieszkańców Kalkilji od gruntów rolnych. Doprowadziło to do licznych demonstracji sprzeciwu i gniewu przeciwko murowi bezpieczeństwa. W 2007 na wschód od miasta powstała izraelska baza wojskowa. W ten sposób miasto zostało całkowicie otoczone przez mur bezpieczeństwa, a wszystkie drogi zostały przecięte przez punkty kontrolne.
26 marca 2008 izraelscy żołnierze aresztowali w Kalkilji członka Hamasu, Omara Jabara, który odpowiadał z przeprowadzenie zamachu terrorystycznego w Netanji, w wyniku którego zginęło 30 Izraelczyków, a 143 osoby zostały ranne (zamach przeprowadzono podczas wieczerzy paschalnej w 2002).

## Demografia
Według danych Palestyńskiego Centrum Danych Statystycznych w 2007 w Kalkilji żyło 45,2 tys. mieszkańców, z czego około 80% posiadało status uchodźców.

## Edukacja
W mieście znajdują się 3 szkoły prowadzone przez UNRWA. Dodatkowo znajduje się tutaj kampus Otwartego Uniwersytetu Al Quds, w którym uczy się około 1,4 tys. uczniów.

## Służba zdrowia
W Kalkilji znajduje się szpital finansowany przez UNRWA.

## Kultura
W mieście znajduje się jedyny ogród zoologiczny w Autonomii Palestyńskiej. Został on utworzony w 1986 przez dr. Sami Khadera. Można tu oglądać między innymi żyrafę, małpy, wielbłądy, lwa i hipopotamy.

## Gospodarka
W latach 1967–1995 niemal 80% zdolnych do pracy mieszkańców Kalkilji pracowało w izraelskich przedsiębiorstwach, głównie w budownictwie i rolnictwie. Pozostałe 20% zajmowało się handlem i drobną wytwórczością, przy czym większość ich tradycyjnych rynków zbytu znajdowała się na terenach izraelskich. Po wybudowaniu muru bezpieczeństwa sytuacja ekonomiczna mieszkańców uległa zdecydowanemu pogorszeniu.
Obecnie większość mieszkańców utrzymuje się z rolnictwa i handlu.

## Komunikacja
Jedyna droga dojazdowa do miasta prowadzi od wschodu. Jest ona kontrolowana przez izraelską bazę wojskową. W murze bezpieczeństwa utworzono pięć bram przejazdowych. W kierunku północnym prowadzi brama 28, z której mogą korzystać jedynie palestyńscy rolnicy (ze specjalnymi zezwoleniami) dojeżdżający do swoich pól uprawnych. W kierunku południowym prowadzi brama 30, z której mogą korzystać wszyscy Palestyńczycy posiadający zezwolenia, studenci, rolnicy, lekarze i nauczyciele. W tym rejonie istnieje podziemny tunel, który umożliwia przejazd pod drogą ekspresową nr 55 i łączy Kalkilję z miastem Habla. Pozostałe bramy są otwarte jedynie dla izraelskiego wojska.
Na zachód od miasta przebiega autostrada nr 6, a na południu droga ekspresowa nr 55, brak jednak możliwości bezpośredniego wjazdu na nie.